# 030 (prefisso)

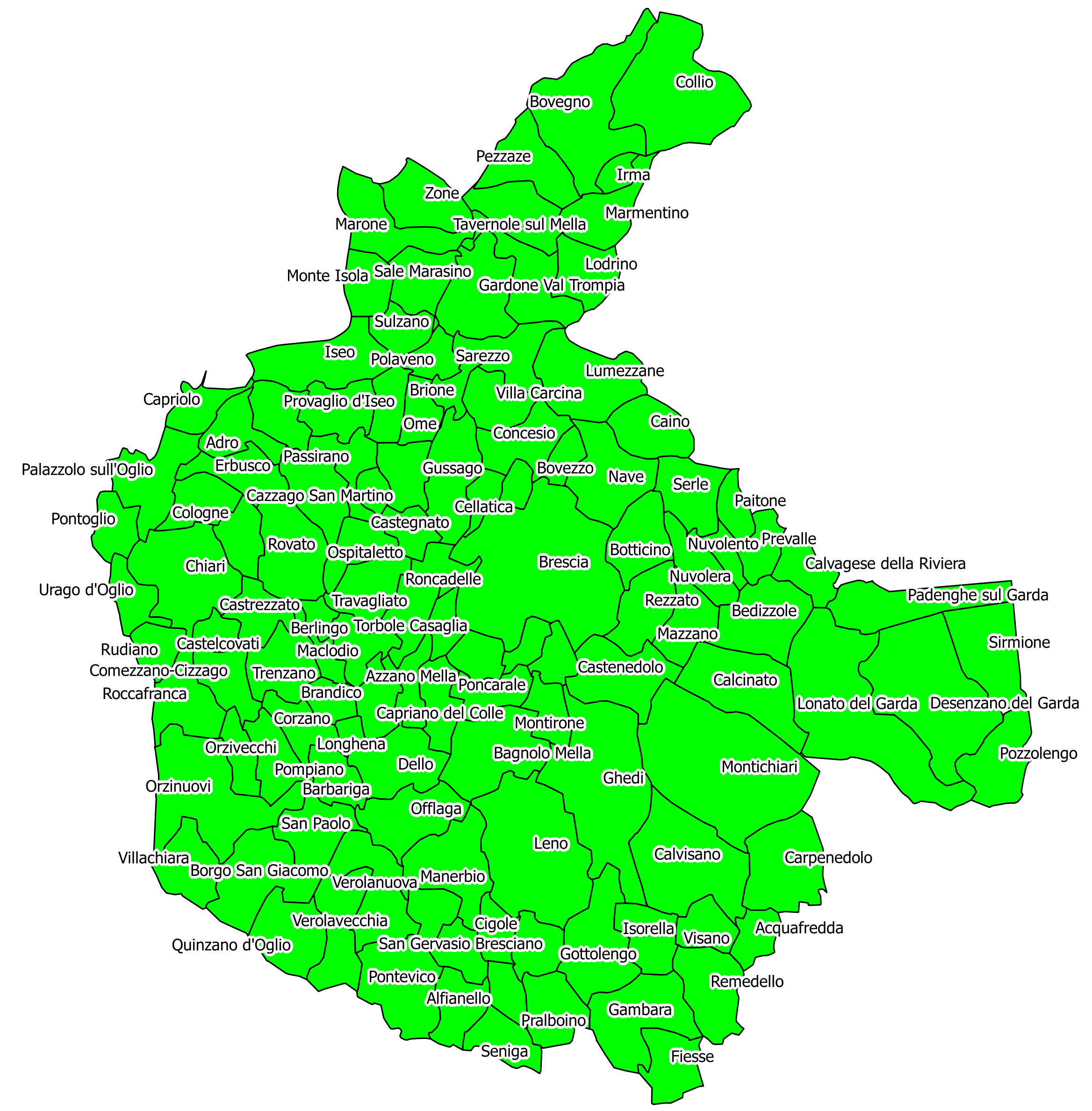
Comuni del distretto di Brescia

030 è il prefisso telefonico del distretto di Brescia, appartenente al compartimento di Milano.
Il distretto comprende la parte meridionale della provincia di Brescia. Confina con i distretti di Breno (0364) a nord, di Salò (0365) a nord-est, di Verona (045) a est, di Mantova (0376) a sud-est, di Cremona (0372) a sud, di Soresina (0374) a sud-ovest e di Bergamo (035) e Treviglio (0363) a ovest.

## Aree locali e comuni
Il distretto di Brescia comprende 124 comuni compresi nelle 10 aree locali di Brescia, Chiari (ex settori di Chiari, Dello e Orzinuovi), Desenzano del Garda, Gottolengo, Iseo, Montichiari (ex settori di Ghedi e Montichiari), Palazzolo sull'Oglio, Rovato, Sarezzo (ex settori di Pezzaze e Sarezzo) e Verolanuova. I comuni compresi nel distretto sono: Acquafredda, Adro, Alfianello, Azzano Mella, Bagnolo Mella, Barbariga, Bassano Bresciano, Bedizzole, Berlingo, Borgo San Giacomo, Borgosatollo, Botticino, Bovegno, Bovezzo, Brandico, Brescia, Brione, Caino, Calcinato, Calvagese della Riviera, Calvisano, Capriano del Colle, Capriolo, Carpenedolo, Castegnato, Castel Mella, Castelcovati, Castenedolo, Castrezzato, Cazzago San Martino, Cellatica, Chiari, Cigole, Coccaglio, Collebeato, Collio, Cologne, Comezzano-Cizzago, Concesio, Corte Franca, Corzano, Dello, Desenzano del Garda, Erbusco, Fiesse, Flero, Gambara, Gardone Val Trompia, Ghedi, Gottolengo, Gussago, Irma, Iseo, Isorella, Leno, Lodrino, Lograto, Lonato, Longhena, Lumezzane, Maclodio, Mairano, Manerbio, Marcheno, Marmentino, Marone, Mazzano, Milzano, Monte Isola, Monticelli Brusati, Montichiari, Montirone, Nave, Nuvolento, Nuvolera, Offlaga, Ome, Orzinuovi, Orzivecchi, Ospitaletto, Padenghe sul Garda, Paderno Franciacorta, Paitone, Palazzolo sull'Oglio, Passirano, Pavone del Mella, Pezzaze, Polaveno, Pompiano, Poncarale, Pontevico, Pontoglio, Pozzolengo, Pralboino, Prevalle, Provaglio d'Iseo, Quinzano d'Oglio, Remedello, Rezzato, Roccafranca, Rodengo-Saiano, Roncadelle, Rovato, Rudiano, Sale Marasino, San Gervasio Bresciano, San Paolo, San Zeno Naviglio, Sarezzo, Seniga, Serle, Sirmione, Sulzano, Tavernole sul Mella, Torbole Casaglia, Travagliato, Trenzano, Urago d'Oglio, Verolanuova, Verolavecchia, Villa Carcina, Villachiara, Visano e Zone.